# 西寧FIRST青年電影展
西寧FIRST青年電影展，創立於2006年的中國大陸電影節，是中國一个专注发掘、 推广青年电影人以及其作品的电影节形态服务平台。自2006年创办伊始，经过十五年的耐心探索与积极尝试，FIRST以电影节形态介入当下中国青年电影事业，确定其重点发掘电影人处女作及早期作品的发展方向。同时作为电影文化的交流平台，倡导青年电影文化介入当代生活，亦是世界电影流域内一处泊岸码头。在当代电影史记忆形成机制中，为世界提供中国青年电影的多义样本。
作为电影艺术与行业的交流平台，FIRST通过筛选、鼓励每年度呈现的优质电影作品，复归电影精神，为业界提供中国青年电影的多义样本，介入电影工业生态循环，凿刻当代电影史的记忆。FIRST以其电影产业使命及公共文化事业责任，推动电影产业融汇电影艺术，为产业储备具成长空间的人才及电影项目，促成电影生态环境循环，既为业界提供电影创作的年度发展趋势，也为电影产业新陈代谢提供关键能量。

## 历史
2006年，電影展前身“大学生影像节”创立于中国传媒大学，因颁奖予《光荣的愤怒》，2009年曾停办一年，2011年落地青海省西宁市，更名为“西宁FIRST青年电影展”。2012年开启长片竞赛，2016年合并竞赛单元，并将奖项缩减为10个。 
2019年原定韓國電影作為第13屆電影展閉幕片，但就在放映前一天官方在微博上宣布取消放映。
2022年，受新型冠状病毒疫情影响，第16届电影展在开幕前，宣布取消观众放映。

## 历届主竞赛单元评委会
| 年份 | 屆次 | 主席   | 评委会成员                                                 |
| 2011 | 5    | 陈德森 | Denise Mann、章柏青、李杨、管虎、孙红雷、闫妮              |
| 2012 | 6    | 徐枫   | 曹保平、闫妮、周黎明、唐季礼、芦苇、菲利普·里奥雷          |
| 2013 | 7    | 许鞍华 | 李屏宾、徐峥、芦苇、张之亮、陈勋奇、Betsy Pollock          |
| 2014 | 8    | 谢飞   | 葛优、顾长卫、曹久平、曹保平、黎允文、John Tintori         |
| 2015 | 9    | 姜文   | 鲍德熹、严歌苓、戴锦华、张震、霍廷霄、杜媛                 |
| 2016 | 10   | 王家卫 | 李樯、廖庆松、林强、吕乐、汤唯、张真                       |
| 2017 | 11   | 娄烨   | 陈界仁、范伟、李烈、林旭东、托尼·雷恩、曾剑                |
| 2018 | 12   | 陈国富 | 菲利普·伯拜、廖本榕、裴曼·雅茨达尼安、苏照彬、杨福东、周浩 |
| 2019 | 13   | 刁亦男 | 述平、赵非、秦昊、陈哲艺、查尔斯·吉伯特、查尔斯·德松       |
| 2020 | 14   | 陈可辛 | 章明、曹斐、郝蕾、孔劲蕾、赵楠、刘恒                       |
| 2021 | 15   | 张艾嘉 | 陈建斌、董劲松、富康、吴文光、周韵                         |
| 2022 | 16   | 章子怡 | 曹郁、刘强、梅峰、杨红雨、张家鲁                           |
| 2023 | 17   | 陈冲   | 杜杰、沈旸、陶经、姚晨、邹静之                             |
| 2024 | 18   | 管虎   | 柳青、刘晓莎、双雪涛、宋佳、王昱、吴慷仁                   |

## 代言人

### 影展大使
影展在第4届（2010年）起开始设立影展推广大使，第8届起改为影展大使，第13届起影展大使由本届主竞赛单元评委会主席担任。
| 届数 | 影展推广大使/影展大使              |
| ---- | ---------------------------------- |
| 4    | 徐峥、苏有朋、余少群               |
| 5    | 徐峥、苗圃、李宇春、黄晓明、李治廷 |
| 6    | 李宇春、房祖名、夏雨               |
| 7    | 秦海璐                             |
| 8    | 邓超                               |
| 9    | 黄渤                               |
| 10   | 陈坤                               |
| 11   | 周迅                               |
| 12   | 赵薇                               |

### 一号人物
从第13届影展开始，邀请公众人物作为“一号人物”，深度参与电影节的内容板块与公共活动。
| 届数 | 一号人物                                 |
| ---- | ---------------------------------------- |
| 13   | 胡歌、朱亚文、王传君、周冬雨、海清、李非 |
| 14   | 黄渤、黄轩、井柏然、文牧野、易烊千玺     |
| 15   | 黄晓明、雷佳音、忻钰坤、姚晨             |
| 16   | 蔡成杰、袁泉、宋佳、马丽                 |
| 17   | 马伊琍、张颂文、张小斐                   |
| 18   | 顾晓刚、杨皓宇、张震                     |

## 团队介绍
创始人 宋文
联合创始人·CEO 李子为
西宁青年展荣誉主席 谢飞
成都惊喜展荣誉主席 曹保平

## 外部連結
- 官方网站
- FIRST青年电影展的新浪微博